# Markthalle (Saint-Pierre-sur-Dives)

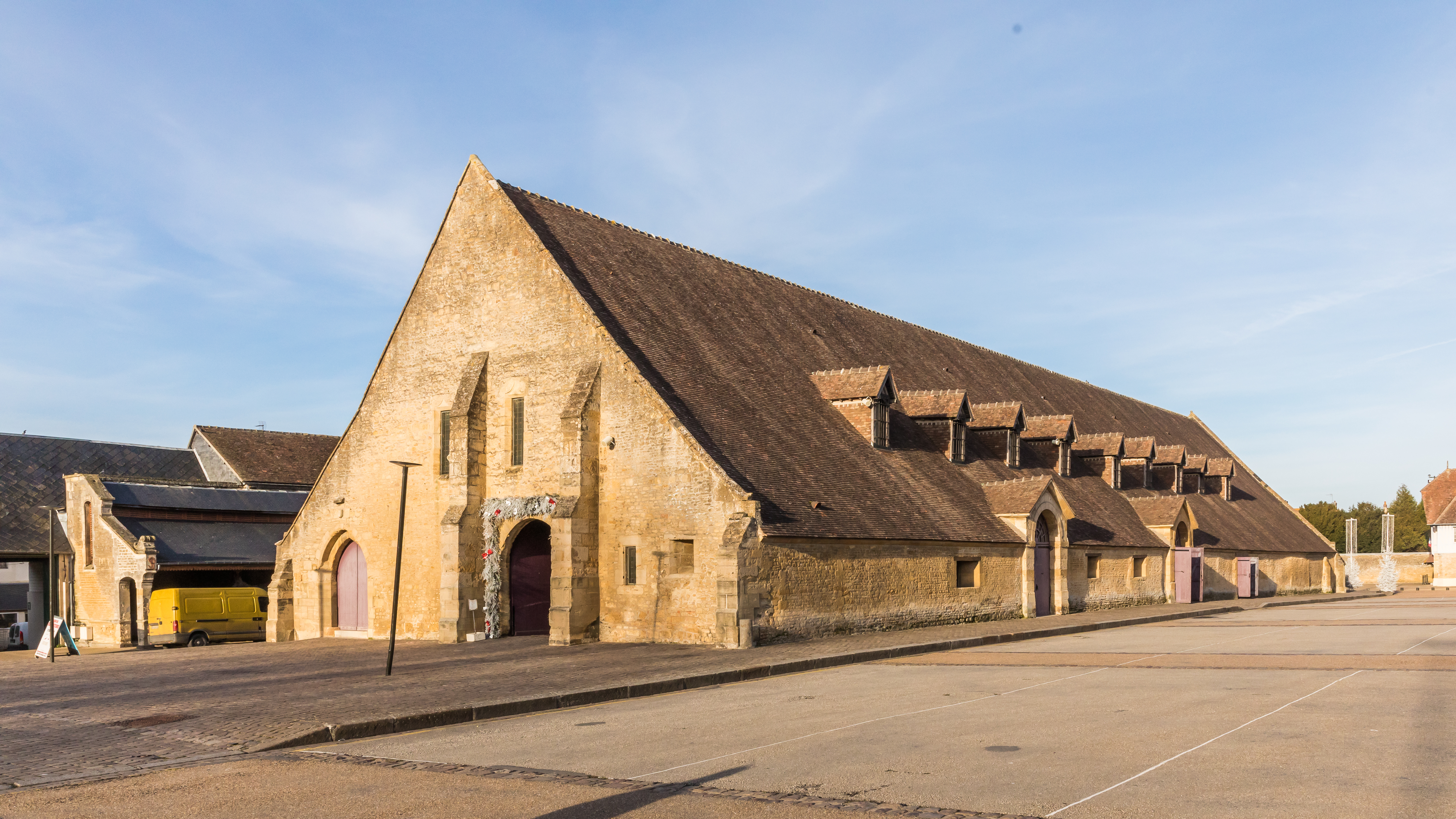
Markthalle in Saint-Pierre-sur-Dives

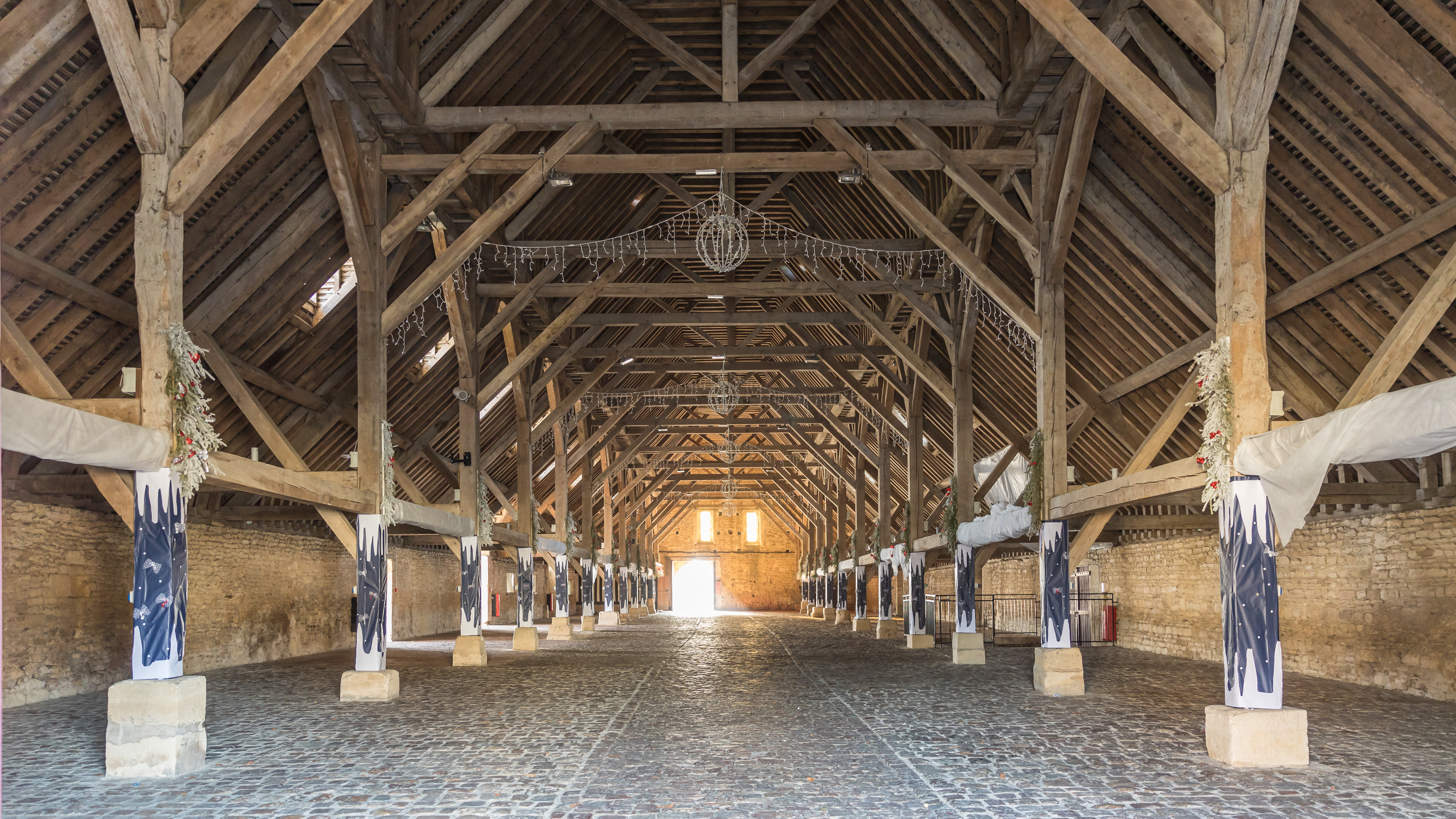
Innenansicht

Die Markthalle in Saint-Pierre-sur-Dives, einer französischen Gemeinde im Département Calvados in der Region Normandie, wurde ursprünglich im 15. Jahrhundert errichtet. Die Markthalle an der Place du Marché steht seit 1889 als Monument historique auf der Liste der Baudenkmäler in Frankreich.
Das Gebäude wurde 1944 während der Kriegshandlungen in Brand gesteckt und nach dem Zweiten Weltkrieg wiederaufgebaut.